# Ishi Wilderness
La Ishi Wilderness est une aire sauvage de 167,3 km2 située au nord de la Californie à l'ouest des États-Unis. Créée en 1984, elle s'étend dans la forêt nationale de Lassen au sein de la chaine des Cascades.

## Étymologie
Ishi est le nom donné par l'anthropologue Alfred L. Kroeber au dernier survivant amérindien de la tribu Yana. Cette tribu vivait dans la région depuis plus de 3 000 ans. La tribu fut décimée par des colons d'origine européenne après les années 1850.

## Géographie
L'aire sauvage se caractérise par des formations géologiques issues d'activités volcaniques passées. La zone se compose de crêtes orientées dans le sens est-ouest séparées par des canyons de rivières. L'altitude maximale y est d'environ 1 200 m. Les cours d'eau Deer Creek et Mill Creek sont les principaux de la zone, ce sont des affluents du fleuve Sacramento. La zone protège les contreforts de la chaîne des Cascades.

## Milieu naturel

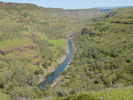
Mill Creek

Les versants méridionaux des contreforts sont recouverts de buissons. Les versants septentrionaux ainsi que les bords de rivières, plus humides, accueillent des pins et des chênes. Le Pin ponderosa est assez présent dans la région. Le plus grand troupeau de Cerfs en Californie passe l'hiver dans la réserve. La zone abrite également l'Ours noir, le Puma ou le lynx. Les cours d'eau abritent plusieurs espèces de poissons mais un permis est nécessaire pour pêcher.